# Plaines LeBreton
Les plaines LeBreton (en anglais : LeBreton Flats) forment une vaste zone aménagée située dans le centre-ville d'Ottawa le long de la rivière des Outaouais.

## Histoire

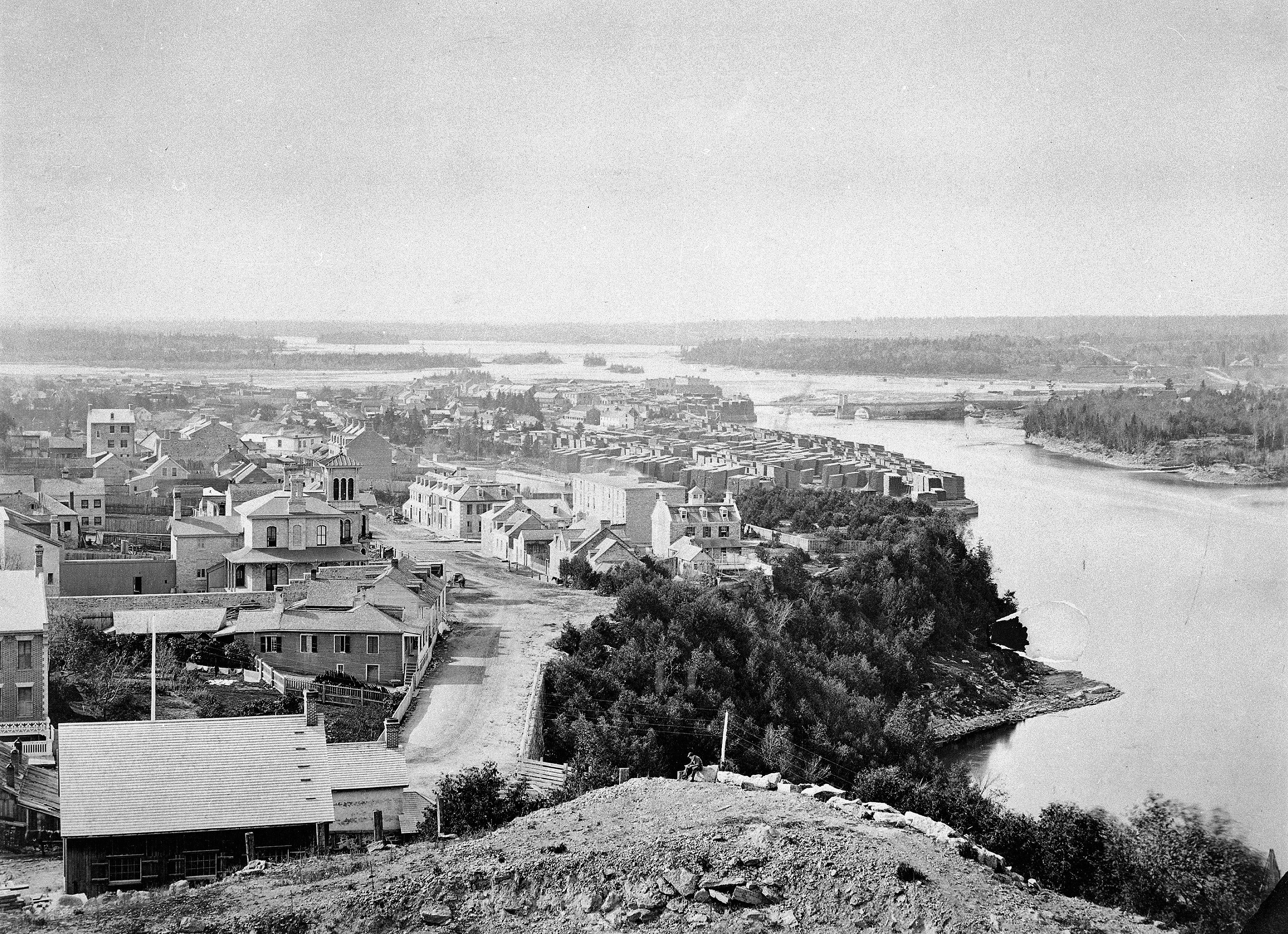
LeBreton Flats vers 1865

Les plaines Lebreton furent un des nombreux territoires de chasse des Amérindiens de la Nation des Algonquins. C'est sur ce territoire non cédé par les Amérindiens, qu'au cours du XIXe siècle s'est développée la ville de Bytown devenu par la suite Ottawa.
En 1819, un officier canadien originaire de l'île Anglo-Normande de Jersey, John Le Breton, qui fut un héros de la Guerre de 1812, reçut une concession à l'ouest de la ville d'Ottawa le long de la rivière des Outaouais qu'il aménagea avec la construction de fermes et de moulins. Ce domaine prit son nom sous la forme de Lebreton ou LeBreton.
Après sa mort, le domaine Lebreton s'industrialisa avec l'arrivée d'entrepreneurs qui développèrent l'industrie du bois avec la construction de grandes scieries. Mais en 1900, un incendie géant surnommé le grand feu de Hull détruisit cette zone industrielle.
Jeudi 26 avril 1900, vers 22 heures, sous l'action d'un fort vent du nord , un incendie mineur déclaré dans une maison de bois de Hull a été transporté à toute la ville, puis a traversé la rivière des Outaouais via le pont en bois de la chute Chaudière, jusqu'au lac Dow. Les flammes ayant atteint la zone industrielle, des usines et dépôts d'explosifs sont détruits, aggravant encore les dégâts, ne faisant que 7 morts, mais laissant environ 14 000 personnes  sans abri.
Au début du XXe siècle, le quartier Le Breton fut reconstruit avec essentiellement des immeubles d'habitations et quelques rares scieries, car la population ne voulait plus d'industrie du bois si près de la ville.
Le premier ministre canadien William Lyon Mackenzie King proposa de réaménager les bords de la rivière des Outaouais près du centre-ville afin de donner un aspect moderne et la capitale fédérale. Le projet prévoyait la destruction de la majeure partie des habitations et des entreprises. En 1962, la population reçut l'ordre de quitter leur habitation afin de pouvoir raser le quartier des plaines Lebreton. 4 000 résidents furent concernés. Les départs s'enchaînèrent durant toute l'année 1963. Puis de 1964 à 1965, l'ensemble des édifices et bâtisses des plaines Lebreton furent détruits.
En 2005, le Musée canadien de la guerre s'installe sur les plaines Lebreton.
Les plaines Lebreton sont un lieu festif qui permet l'organisation de différents évènements culturels, comme le Bluesfest d’Ottawa, des concerts de musique classique, et le Festival de la jeunesse d’Ottawa.
Un projet d'aménagement est en cours d'élaboration.

## Les plaines Lebreton à différentes époques

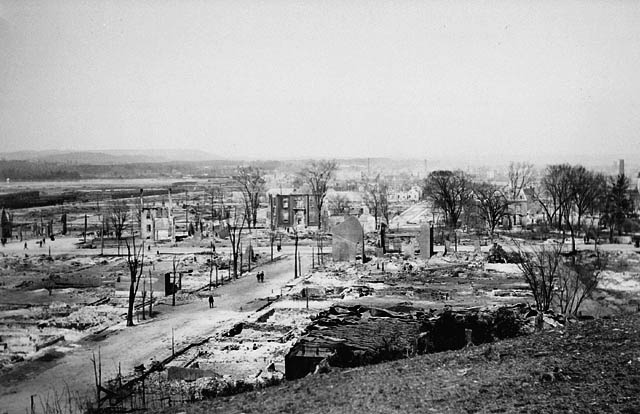
Les plaines Lebreton après l'incendie de 1900
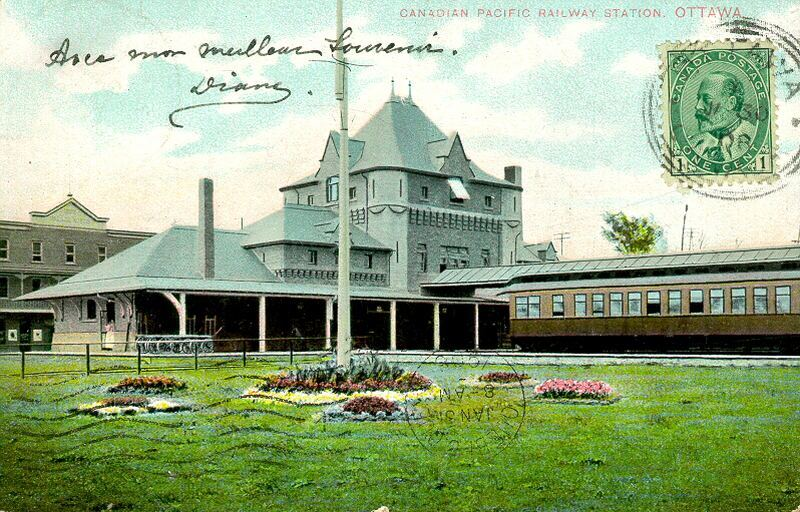
Ancienne gare desservant les plaines Lebreton
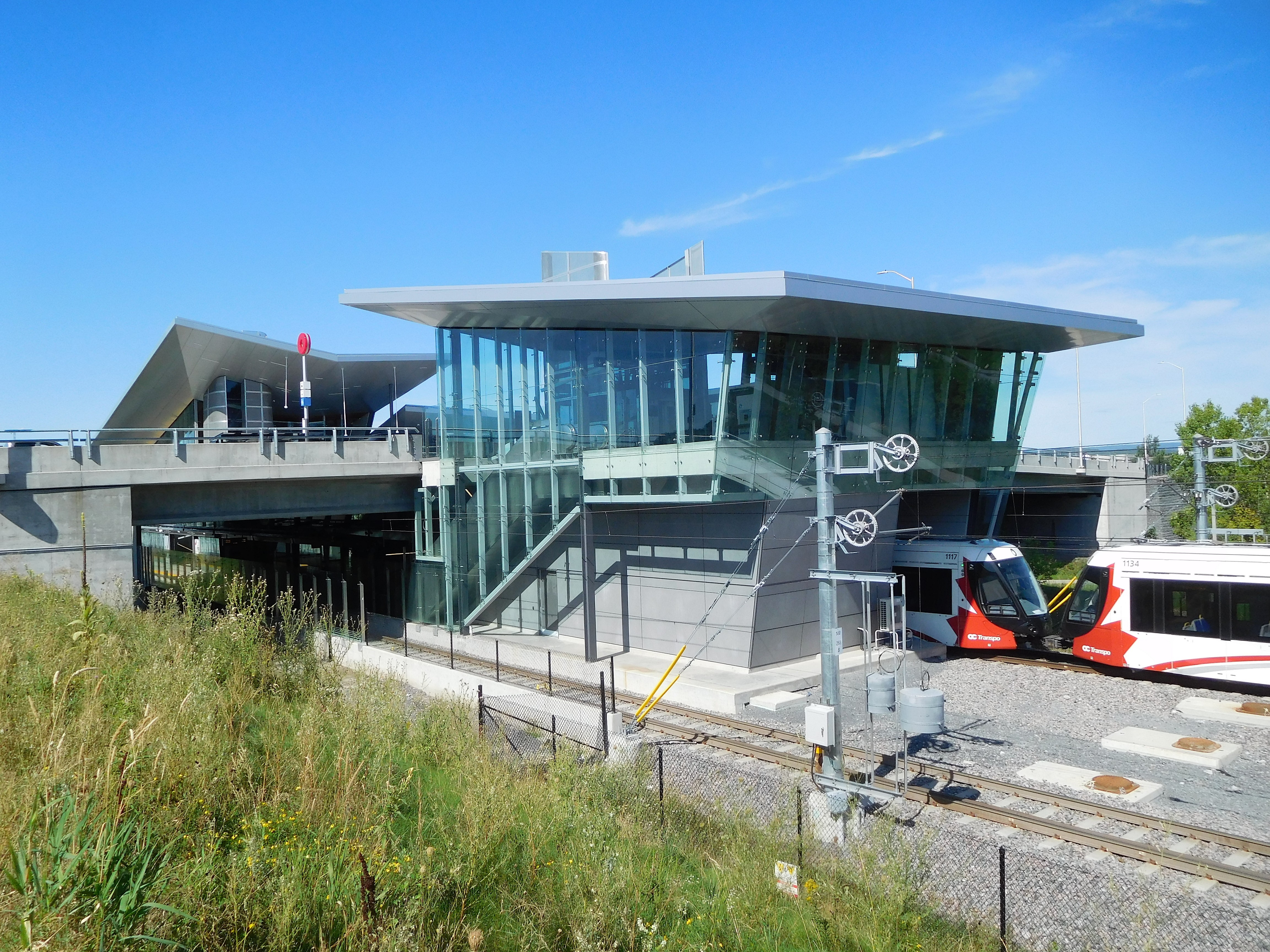
Station de transport public Pimisi